# محمد سعید الصحاف
محمد سعید الصحاف (زاده ۳۰ ژوئیه ۱۹۴۰ ) نظامی عراقی و  آخرین وزیر اطلاع‌رسانی و فرهنگ، در زمان حاکمیت رژیم بعث عراق بود که در سال ۱۹۹۲ وزیر امور خارجه وقت عراق نیز بوده‌است. وی فارغ‌التحصیل رشته ادبیات انگلیسی از دانشگاه بغداد بود و تبحر خاصی در به‌کار بردن کلمات نامأنوس و کم‌کاربرد زبان عربی و انگلیسی داشت. 
او که تا آخرین لحظات پیش از سقوط بغداد همچنان همه چیز را تکذیب می‌کرد و پیشروی ارتش آمریکا را رد می‌نمود، وقتی ارتش آمریکا، فرودگاه بغداد را به کنترل خود درآورد، در یک کنفرانس مطبوعاتی گفت نیروهای ایالات متحده که فرودگاه را تحت اشغال درآورده بودند، اکنون تسلیم افراد عراقی شده‌اند و در حال حاضر فرودگاه تحت کنترل نیروهای عراق است اما به گفته او تا پاکسازی کامل فرودگاه قادر به نشان دادن محوطه آن به مخبرین جراید نیست! وی شیعه مذهب بوده و پس از اشغال عراق، خود را به نیروهای آمریکایی تسلیم نمود. با اینحال، نبود کیفرخواست علیه وی، باعث آزادی وی گردید. دولت امارات با فرستادن یک هواپیمای اختصاصی، وی را به ابوظبی انتقال داد.
در مارس ۲۰۰۸، مجله تایمز گزارش کرد که الصحاف در امارات متحده عربی زندگی می‌کند.